# Octavio César Viñals González
Octavio César Viñals González (Castelló de la Plana, 19 d'agost de 1970), conegut al món de l'esport com a Octavio, és un futbolista castellonenc retirat, que ocupava la posició de defensa i migcampista esquerrà. Va jugar a la Primera divisió amb l'equip de la seva ciutat natal, el CE Castelló, i amb el CD Numancia, d'on ha estat un dels jugadors més importants de la seva història.

## Trajectòria
Octavio es va formar com a futbolista al planter del CE Castelló. Quan jugava a les categories inferiors ho feia com a extrem esquerrà, però en arribar al primer equip es reconvertí en interior. Debutà en Primera divisió la temporada 1989/90, el 22 de novembre front a l'Sporting de Gijón a Castàlia. La 90/91següent va jugar 3 més, abans d'anar-se'n cedit uns mesos a la UD Alzira, llavors a la segona divisió B.
L'estiu de 1991 fitxa pel CD Numancia, també de Segona B. En l'equip sorià es convertirà en un dels símbols del club, jugant durant tretze campanyes, amb les sis últimes com a primer capità de l'equip. Amb el temps, va evolucionar de l'interior esquerre fins al lateral. Els castellans pugen a Segona Divisió el 1997, i dos anys després, debuten a la màxima categoria, sent el castellonenc peça clau de la fita participant com a titular indiscutible en totes les temporades excepte en la darrera. Aquesta va ser la temporada 2003/04, en la qual va aconseguir el segon ascens a Primera. En total, va sumar 60 partits a primera divisió i 144 a Segona amb el club castellà.